# Eleições na Bolívia
Eleições na Bolívia fornecem informações sobre eleições e resultados eleitorais em Bolívia.
Bolívia elege a nível nacional um chefe de Estado - o presidente - e uma legislatura. O presidente e o vice-presidente são eleitos para um mandato de cinco anos pelo povo (primeiro turno) ou parlamento (segundo turno). O Congresso Nacional (Congreso Nacional) tem duas câmaras. A Câmara dos Deputados (Cámara de Diputados) tem 130 membros, eleitos para um mandato de cinco anos por uma mistura de representação proporcional , first-past-the post- voto, e no caso de sete lugares indígenas por Usos y costumbres. A Câmara dos Senadores (Cámara de Senadores) tem 36 membros: cada um dos nove departamentos do país retorna quatro senadores alocados proporcionalmente.
A Bolívia tem um sistema multipartidário, com numerosas partes. Durante os primeiros 23 anos de restabelecimento da democracia a partir de 1982, nenhum partido conseguiu conquistar o poder sozinho, e os partidos tiveram que trabalhar uns com os outros para formar governos de coalizão. Desde 2005, um único partido obteve uma maioria parlamentar.
Antes de qualquer eleição nacional, um período de proibição entra em vigor. Isso é com a intenção de prevenir votantes embriagados votem errado. Os bolivianos também estão proibidos de viajar durante o mesmo período. Isso é para evitar os eleitores de votar em mais de um distrito. No dia da votação, é difícil obter um táxi ou ônibus, devido às limitações impostas a viagens e transporte.